# 임란 (성우)
임란은 대한민국의 성우이다. 1990년 KBS에 입사했으며, 현재는 KBS 22기이다. 한국방송 성우극회 소속.

## 주요 출연작품

### 애니메이션
- 마법소녀 리나 (SBS) - 헬 마스터 피브리죠 / 미미

### 영화
- 미스틱 피자 (SBS)
- 코리나 코리나 (SBS)

### 외화
- X파일 (KBS)

### 성경 낭송
- 입체 낭송 성경 - 밧세바